# Liste de ponts de Tunisie
Cette liste de ponts de Tunisie a pour vocation de présenter une liste de ponts remarquables de Tunisie, tant par leurs caractéristiques dimensionnelles, que par leur intérêt architectural ou historique.

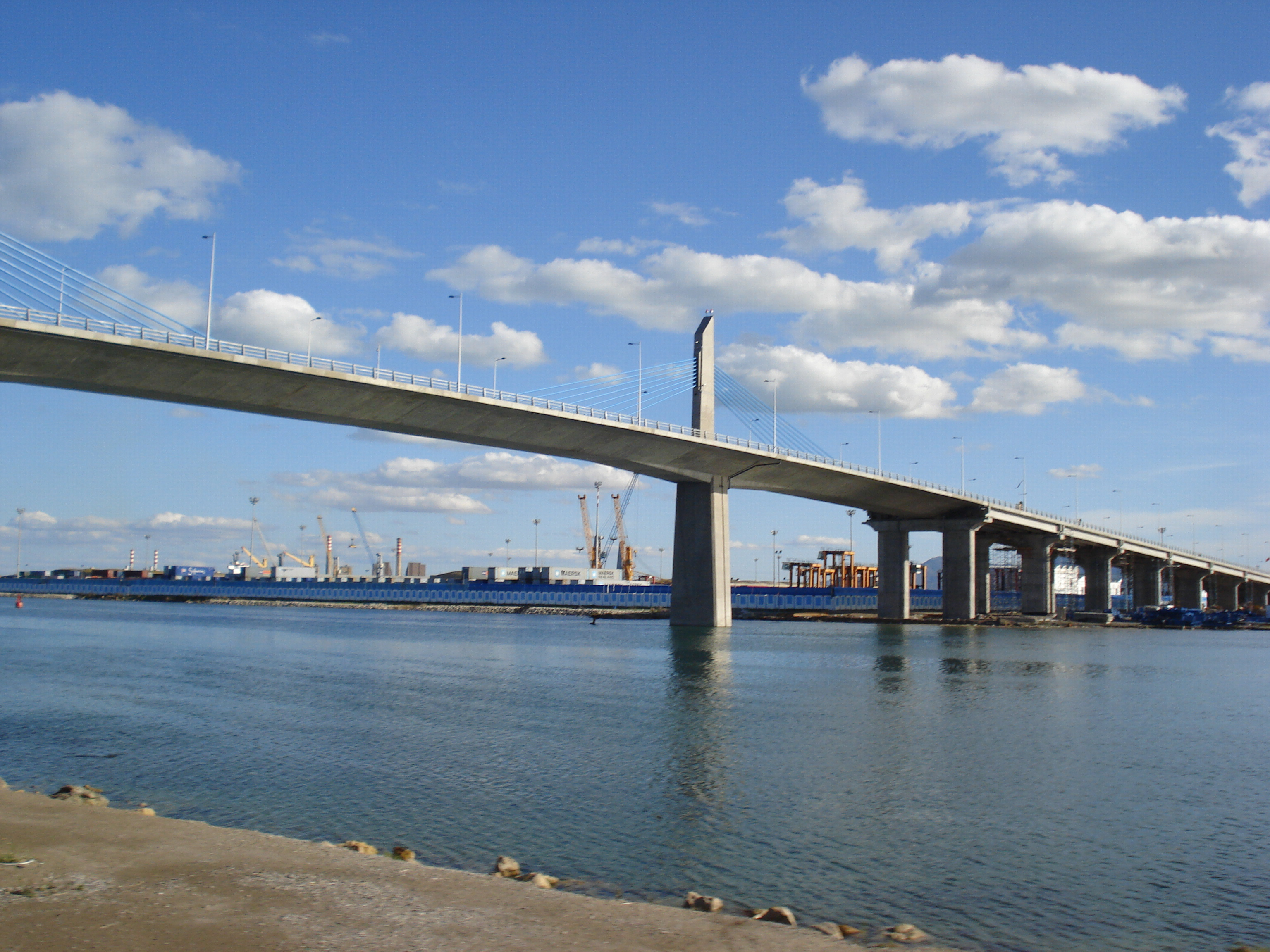
Le pont de Radès-La Goulette, plus grand pont de Tunisie.

Elle est présentée sous forme de tableaux récapitulant les caractéristiques des différents ouvrages proposés, et peut-être triée selon les diverses entrées pour voir ainsi un type de pont particulier ou les ouvrages les plus récents par exemple. La seconde colonne donne la classification de l'ouvrage parmi ceux présentés, les colonnes Portée et Long. (longueur) sont exprimées en mètres et enfin Date indique la date de mise en service du pont.

## Ponts présentant un intérêt historique ou architectural
|                                    | Nom                                          | Distinction                                                                    | Long. | Type                                                                               | Voie portée Voie franchie                                           | Date | Localisation                                        | Gouvernorat | Ref.  |
| ---------------------------------- | -------------------------------------------- | ------------------------------------------------------------------------------ | ----- | ---------------------------------------------------------------------------------- | ------------------------------------------------------------------- | ---- | --------------------------------------------------- | ----------- | ----- |
| Aqueduc de Zaghouan                | Aqueduc de Zaghouan                          | Acheminait l'eau vers l'ancienne cité de Carthage · Patrimoine mondial (1979)  |       | Maçonnerie                                                                         | Aqueduc de Zaghouan (Zaghouan - Carthage, longueur totale : 132 km) | 122  | Mohamedia 36° 38′ 14,1″ N, 10° 07′ 45,9″ E          | Ben Arous   | ,     |
| Pont-aqueduc de Makthar            | Pont-aqueduc de Makthar                      |                                                                                |       | Maçonnerie                                                                         | Aqueduc de Makthar                                                  |      | Makthar 35° 51′ 10,7″ N, 9° 11′ 51,1″ E             | Siliana     |       |
| Pont-aqueduc de Sbeïtla            | Pont-aqueduc de Sbeïtla                      |                                                                                | 51    | Maçonnerie                                                                         | Aqueduc de Sbeïtla                                                  |      | Sbeïtla 35° 14′ 43″ N, 9° 07′ 03,5″ E               | Kasserine   |       |
| Pont-aqueduc sur l'oued Guetoussia | Pont-aqueduc sur l'oued Guetoussia           | Acheminait l'eau vers la cité de Dougga · Patrimoine mondial (1997)            |       | Maçonnerie                                                                         | Aqueduc de Dougga Oued Guetoussia                                   |      | Téboursouk - Dougga 36° 24′ 48,6″ N, 9° 10′ 44,4″ E | Béja        | [ 3 ] |
| Pont de Medjez el-Bab              | Pont de Medjez el-Bab                        | Monument classé (1920)                                                         |       | Maçonnerie                                                                         | Medjerda                                                            | 1688 | Medjez el-Bab 36° 38′ 59″ N, 9° 36′ 44″ E           | Béja        |       |
| Pont transbordeur de Bizerte       | Pont transbordeur de Bizerte démonté en 1909 | Conçu par Ferdinand Arnodin Portée : 109 mètres Démonté et reconstruit à Brest | 109   | pont transbordeur Traverse poutres acier, pylônes treillis acier Pont transbordeur | Canal de Bizerte                                                    | 1898 | Bizerte                                             | Bizerte     | [ 4 ] |

## Grands ponts
Ce tableau présente les grands ouvrages de Tunisie (liste non exhaustive).
|                        | Nom                    | Portée | Long. | Type                                           | Voie portée Voie franchie | Date | Localisation                                         | Gouvernorat       | Ref.  |
| ---------------------- | ---------------------- | ------ | ----- | ---------------------------------------------- | ------------------------- | ---- | ---------------------------------------------------- | ----------------- | ----- |
| Pont Cinquième de Béja | Pont Cinquième de Béja |        | 350   | Maçonnerie                                     | Oued Béja                 | 1915 | Béja 36° 45′ 39″ N, 9° 11′ 42″ E                     | Béja              | [ 5 ] |
| Pont mobile de Bizerte | Pont mobile de Bizerte | 75     | 376   | Treillis Acier Pont basculant de type Scherzer | P8 Canal de Bizerte       | 1980 | Bizerte 37° 16′ 04,8″ N, 9° 52′ 32,2″ E              | Bizerte           | [ 6 ] |
| Pont Radès-La Goulette | Pont Radès-La Goulette | 120    | 260   | Extradossé                                     | Chenal du lac de Tunis    | 2009 | Radès - La Goulette 36° 48′ 27,7″ N, 10° 15′ 36,3″ E | Ben Arous - Tunis | [ 7 ] |